# Вишак вредности
Вишак вредности је оно што претекне након што се покрију наднице којима је исплаћена радна снага, надокнади вредност средстава за рад и предмета рада. С обзиром да у робо-новчаној привреди капитализма, разменску вредност могу створити само радници својим друштвено потребним радним часовима, вишак вредности се добија експлоатацијом запослених преко времена потребног за њихову репродукцију. Профит, рента и камата чине облике вишка вредности који присвајају различити делови капиталистичке класе али и делимично држава путем пореза. Вишак вредности једне државе називамо национални доходак.